# Piotr Luczyk
Piotr Luczyk (ur. 11 lipca 1964) – polski muzyk, gitarzysta, założyciel zespołu Kat.
Piotr Luczyk założył razem z perkusistą Ireneuszem Lothem na przełomie 1979 i 1980 roku zespół KAT, inspirowany „New Wave of British Heavy Metal”, który wkrótce zdobył w Polsce dużą popularność. Wewnętrzne konflikty spowodowały zawieszenie działalności grupy w roku 1987.
Zniechęcony do muzyki metalowej, założył w 1990 roku grupę DDD. W jej skład weszli inni muzycy pochodzący ze Śląska: Józef Skrzek, Jerzy Piotrowski (SBB), Andrzej Urny (Perfect) oraz wokaliści: Roman Wojciechowski i Jorgos Skolias. Zespół grał różnorodną muzykę, wystąpił na festiwalu w Sopocie, lecz szybko zakończył działalność. Luczyk współpracował później z innymi formacjami: jazzowym Young People i Perfectem.
Wrócił do Kata w 1990 roku, wprowadzając do niego dwóch nowych muzyków: Jacka Regulskiego i Krzysztofa Oseta.
Przy nagrywaniu płyty Szydercze zwierciadło w 1997 roku Piotr Luczyk nie chciał zaakceptować kierunku muzycznego obranego przez zespół. Twierdził, że Jacek Regulski chce grać black metal, że muzyka będzie grana niestarannie, tylko dla efektu. Odszedł po zakończeniu prac nad materiałem.
Wkrótce założył zespół Adrenalina złożony z muzyków zespołów Dragon i Genesis of Agression. Miał wydać debiutancką płytę, ale plany te nie doszły do skutku. Piotr Luczyk brał też aktywny udział w zlocie fanów zespołu Metallica 30 września 2000 w Katowicach, udokumentowanym na płycie. Wystąpił jeszcze gościnnie na płycie I odpuść nam nasze winy sosnowieckiego zespołu Frontside oraz Conflict inside deathmetalowego Mutilation.
Razem z reaktywowanym Katem brał udział w trasie „On tour again” w roku 2002. Gdy zespół przymierzał się w 2004 roku do nagrania nowego materiału, przygotowanego wcześniej przez Luczyka dla Adrenaliny, usunął ze składu Lotha. Następnie nie zaakceptował linii wokalnych Romana Kostrzewskiego i również z nim zakończył współpracę. W ich zastępstwie sprowadził do zespołu nowych muzyków: Jarosława Gronowskiego, Henry’ego Becka i Mariusza Prętkiewicza.

## Dyskografia
- DDD – Dużo Dobrych Dźwięków (1991, Polton)[4]
- Mutilation – Conflict Inside (2004, Adipocere Records, gościnnie)[5]
- Crystal Viper – The Last Axeman (2008, Karthago Records, gościnnie)[6]